# Marcel Ndjeng
Marcel Biyouha Ndjeng (ur. 6 maja 1982 w Bonn) – kameruński piłkarz pochodzenia niemieckiego. Obecnie jest zawodnikiem klubu Herthy Berlin.

## Kariera klubowa
Ndjeng jako junior grał w klubach Fortuna Bonn, Bonner SC oraz 1. FC Köln, do którego trafił mając 14 lat. W juniorach tego klubu grał przez pięć lat, a później przesunięto go do rezerw. Występował w nich do 2004 roku. W ciągu ośmioletniego pobytu w Kolonii, nie zdołał zadebiutować w pierwszej drużynie 1. FC Köln. W 2004 roku odszedł do trzecioligowej Fortuny Düsseldorf. Szybko wywalczył tam sobie miejsce w wyjściowej jedenastce. Po zakończeniu sezonu ligowego, w którym Fortuna zajęła ósme miejsce, Ndejng przeniósł się do beniaminka 2. Bundesligi - SC Paderborn. Podobnie jak w Fortunie regularnie grywał tam w pierwszym zespole. Spędził tam jednak tylko rok, a później za 500 tysięcy euro został sprzedany do Arminii Bielefeld, grającej w ekstraklasie.
Pierwszy występ w Bundeslidze zanotował 26 sierpnia 2006 roku w przegranym przez jego zespół 0-1 pojedynku z Borussią Mönchengladbach. Natomiast pierwszego gola w najwyższej klasie rozgrywkowej strzelił 11 listopada 2006 w wygranym przez Arminię 3-0 meczu z Eintrachtem Franfkurt. W ekipie z Bielefeld nie zdołał wywalczyć sobie miejsce w pierwszym składzie. Po zakończeniu rozgrywek ligowych za 675 tysięcy euro sprzedano go do spadkowicza z ekstraklasy - Borussii Mönchengladbach. Zadebiutował tam 13 sierpnia 2007 w ligowym spotkaniu z 1. FC Kaiserslautern, zremisowanym 1-1. Na koniec sezonu uplasował się z Borussią na trzeciej pozycji w lidze i powrócił do najwyższej klasy rozgrywkowej.
W styczniu 2009 wypożyczono go do Hamburgera SV, a latem 2009 przeszedł do FC Augsburg. W czerwcu 2012 podpisał umowę ze spadkowiczem z Bundesligi Herthą Berlin.